# UFC 292
UFC 292: Sterling vs. O'Malley fue un evento de artes marciales mixtas producido por Ultimate Fighting Championship que tuvo lugar el 19 de agosto de 2023 en el TD Garden en Boston, Massachusetts, Estados Unidos.

## Antecedentes
El evento marcó la séptima visita de la promoción a Boston y la primera desde UFC on ESPN: Reyes vs. Weidman en octubre de 2019.
El combate por el Campeonato de Peso Gallo de la UFC entre el actual campeón Aljamain Sterling y Sean O'Malley encabezó el evento.
El combate por el Campeonato Femenino de Peso Paja de la UFC entre la actual bicampeona Weili Zhang y Amanda Lemos fue el co-evento principal.
Las finales de peso ligero y peso gallo de The Ultimate Fighter: Team McGregor vs. Team Chandler tuvieron lugar en este evento.
Se esperaba un combate de peso medio entre Gregory Rodrigues y Denis Tiuliulin para UFC on ABC: Emmett vs. Topuria. Sin embargo, el combate se aplazó a este evento después de que Tiuliulin se retirara por razones no reveladas.
Se esperaba un combate de peso gallo entre Henry Cejudo y Marlon Vera para este evento.  Sin embargo, Cejudo se retiró a finales de junio debido a una lesión en el hombro. Fue sustituido por Pedro Munhoz.
Se esperaba un combate de peso gallo entre Rob Font y Song Yadong para este evento. Sin embargo, Yadong se retiró por razones desconocidas y Font fue programado para enfrentarse a Cory Sandhagen dos semanas antes en UFC on ESPN: Sandhagen vs. Font ya que Sandhagen necesitaba un nuevo oponente.
Se esperaba un combate de peso wélter entre Ian Machado Garry y Geoff Neal para este evento. Sin embargo, Neal se retiró por razones no reveladas. Fue sustituido por Neil Magny.
Se esperaba un combate de peso gallo entre Cody Garbrandt y Mario Bautista para este evento. Sin embargo, Garbrandt se retiró por lesión una semana antes del evento. Fue sustituido por Da'Mon Blackshear.

## Resultados
1. ↑  Por el Campeonato de Peso Gallo de la UFC.
2. ↑  Por el Campeonato de Peso Paja Femenino de la UFC.
3. ↑  Final del torneo de peso ligero de The Ultimate Fighter: Team McGregor vs. Team Chandler.
4. ↑  Final del torneo de peso gallo de The Ultimate Fighter: Team McGregor vs. Team Chandler.

## Premios de bonificación
Los siguientes luchadores recibieron bonificaciones de $50000 dólares.
- Pelea de la Noche: Brad Katona vs. Cody Gibson
- Actuación de la Noche: Sean O'Malley y Weili Zhang